# Демченко, Альберт Михайлович
Альбе́рт Миха́йлович Де́мченко (27 ноября 1971, Чусовой, СССР) — российский саночник, трёхкратный серебряный призёр Олимпийских игр (2006 и 2014), двукратный серебряный призёр чемпионата мира 2012 года, четырёхкратный чемпион Европы, обладатель Кубка мира 2004/05, многократный чемпион России. Заслуженный мастер спорта России. Майор ВС РФ.

## Биография
Обучался в ГСИ (Гуманитарно-социальный институт).
В середине 1990-х годов из-за плохого финансирования санного спорта Альберт был вынужден три года подрабатывать торговлей свининой на колхозном рынке (его отец держал несколько десятков свиней). Кроме того успел поработать водителем, грузчиком, клал мраморную плитку.
Выступал за ЦСКА.

## Спортивные результаты

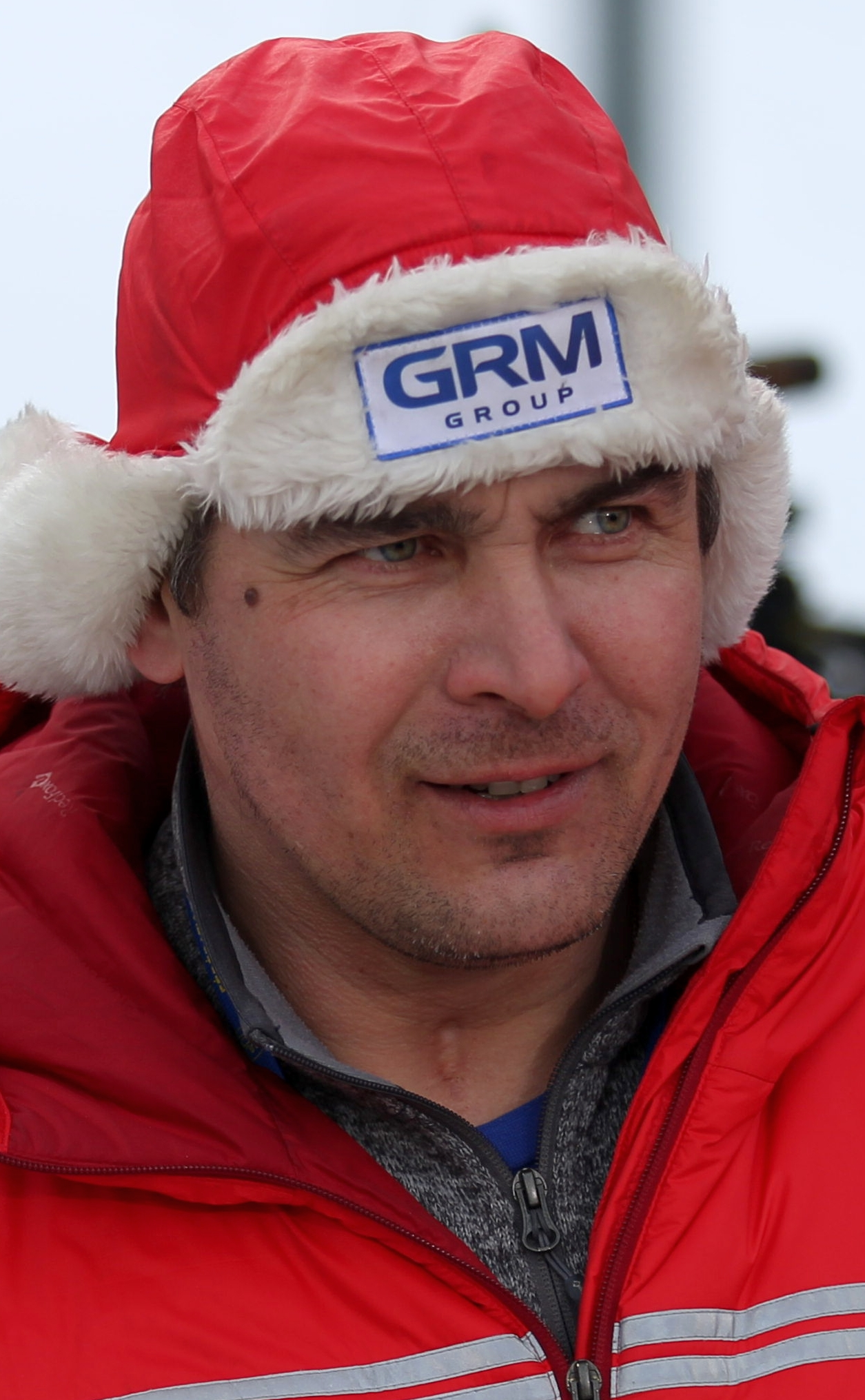
Демченко в 2017 году

Альберт Демченко принимал участие в семи подряд зимних Олимпийских играх (1992, 1994, 1998, 2002, 2006, 2010 и 2014), установив рекорд по количеству участий в зимних Играх в истории олимпийского движения. На тех же Олимпийских играх 2014 года в Сочи это достижение повторил японский прыгун с трамплина Нориаки Касай, который участвовал в тех же семи Играх, что и Демченко. В 2018 году Касай стал единоличным рекордсменом, выступив на зимних Играх в Пхёнчхане.
В 1992 году Демченко выступал на двухместных санях, в 1994 и 1998 годах и на одноместных, и на двухместных (1992 и 1994 — с Алексеем Зеленским, 1998 — с Семёном Колобаевым), в 2002, 2006, 2010, 2014 годах — только на одноместных (в 2014 году также участвовал в эстафете).
В сезоне 2004/05 выиграл Кубок мира по санному спорту в общем зачёте. Также был один раз вторым и два раза — третьим.
В 2014 году на Олимпийских играх Альберт завоевал серебряную медаль в соревновании саночников среди мужчин, показав в своей лучшей попытке из четырёх результат 52,170 секунды (золотая медаль досталась Феликсу Лоху из Германии). Вторая серебряная олимпийская медаль Альберту досталась в эстафете.

### Демченко на зимних Олимпийских играх
| Олимпийские игры    | Одиночки | Двойки | Эстафета |
| ------------------- | -------- | ------ | -------- |
| 1992 Альбервиль     | —        | 8      | н/д      |
| 1994 Лиллехаммер    | 9        | 7      | н/д      |
| 1998 Нагано         | DSQ      | 10     | н/д      |
| 2002 Солт-Лейк-Сити | 5        | —      | н/д      |
| 2006 Турин          | 2        | —      | н/д      |
| 2010 Ванкувер       | 4        | —      | н/д      |
| 2014 Coчи           | 2        | —      | 2        |

## Наложение и отмена дисквалификации
22 декабря 2017 года решением Международного олимпийского комитета за нарушение антидопинговых правил лишён двух серебряных медалей Олимпийских игр 2014 года в Сочи и пожизненно отстранён от участия в Олимпийских играх. Спортсменом была подана апелляция, и 1 февраля 2018 г. решением Спортивного арбитражного суда она была полностью удовлетворена. Следствием стало признание отсутствия нарушения антидопинговых правил и отмена пожизненной дисквалификации. Результаты выступления на Олимпийских играх в Сочи были полностью восстановлены.

## Награды и звания
- Орден Почёта (24 февраля 2014 года) — за большой вклад в развитие физической культуры и спорта, высокие спортивные достижения на XXII Олимпийских зимних играх 2014 года в городе Сочи[5][6].
- Орден Дружбы (22 февраля 2007 года) — за большой вклад в развитие физической культуры и спорта, высокие спортивные достижения[7].
- Медаль «За воинскую доблесть» II степени (Минобороны, 2014 год) — за большой вклад в развитие физической культуры и спорта, высокие спортивные достижения на XXII Олимпийских зимних играх 2014 года[1]
- Медаль «За отличие в военной службе» I степени (Минобороны, 2017)[8]
- Благодарность Президента Российской Федерации (5 марта 2010 года) — за заслуги в развитии физической культуры и спорта, высокие спортивные достижения на Играх XXI Олимпиады 2010 года в Ванкувере[9].
- Заслуженный мастер спорта России
- Почётный гражданин города Чусового (18 июня 2012) — за выдающиеся заслуги в сфере популяризации физической культуры, высокие спортивные достижения и повышение роли и авторитета города Чусового в мировом спортивном сообществе.

## Семья
Дочь — Виктория Демченко, российская саночница, призёр чемпионатов мира и Европы, мастер спорта России международного класса.